# Psychedelic (film)
Psychedelic è un film del 2021 diretto da Davide Cosco.

## Trama
Paul è un attore in crisi che è attratto dai sentimenti e dall'arte. Vive in un teatro continuando ad avere visioni psichedeliche. Attorno a lui si barcamenano la vicende del padre, del figlio e di un suo amico.

## Distribuzione
Il film è stato distribuito sulla piattaforma Amazon Prime Video a partire dal 15 febbraio 2021.